# Margaretbarromyces
Margaretbarromyces is een monotypisch geslacht van schimmels uit de orde Pleosporales. Het bevat alleen Margaretbarromyces dictyosporus. De familie is nog niet eenduidig bepaald (Incertae sedis).